# フルダイ
フルダイ・キュレゲン（モンゴル語: Huldai Küregen,中国語: 鎖児哈,? - ?）は、13世紀にモンゴル帝国に仕えたイキレス部族長。チンギス・カンに仕えたイキレス部族長ブトゥ・キュレゲンの息子で、父の地位を継承した。
『元史』などの漢文史料では鎖児哈(suŏérhā)、『集史』などのペルシア語史料ではهواودای گورکان(hūldāī gūrkān)と記される。

## 概要
『集史』「コンギラト部族志」には「モンケ・カアンの正宮クトクタイ・カトンはフルダイ・キュレゲンの娘で、フルダイ・キュレゲンはブトゥ・キュレゲンの息子であった」旨が記されており、フルダイがチンギス・カンに仕えたイキレス部族長ブトゥの息子であったとわかる。また、『元史』には「娘が憲宗(モンケ・カアン)の娘となった」「ブトゥ(孛禿)の息子」ソルカ(鎖児哈)という人物の記録があり、このソルカこそが『集史』の言うフルダイであると考えられる。
漢文史料によると、ソルカ＝フルダイは第2代皇帝オゴデイに仕えて南宋との戦争に従事していたという。ある時、フルダイが嘉州を攻略したとの報告がオゴデイの下にもたらされると、オゴデイは「(フルダイの)父ブトゥが国のため尽力してきたのを朕は昔見てきた。しかし、今フルダイが挙げた武功は父の功績をかきけすほどのものである」と賞賛し、金錦・金帯・七宝鞍を賜ったという。その後、時期は不明だが召還されて中都に赴いた所で病で亡くなった。
フルダイはオゴデイの息子クチュの娘アルトゥン(安禿)を娶っており、父同様に「キュレゲン(女婿)」を称していた。フルダイとアルトゥンとの間に生まれた娘がクトクタイで、前述したように第4代皇帝モンケ・カアンに嫁いでその第1夫人となった。

## 子孫
『元史』巻118によると、フルダイにはジャクルチンという息子がおり、主に第3代皇帝グユクに仕えていたという。1233年、グユクを司令官とする東夏の蒲鮮万奴に従軍し、その後アルチダイの娘イェスンジン公主を娶って父祖同様にキュレゲンを称した。
ジャクルチンにはユレクテイという息子がおり、ユレクテイもまた皇族の女性を娶ってキュレゲンを称した。ユレクテイの息子トベテイはナヤンの乱鎮圧に功績を挙げている。ジャクルチンのもう一人の息子で、ユレクテイの弟クリルがブトゥ家当主の地位を継承した。

## イキレス駙馬王家
- ノクズ（Nokuz ＞捏群/niēqún,نکوز/nukūz）
  - 昌忠武王ブトゥ・キュレゲン（Butu Küregen ＞孛禿/bótū,بوتو گورکان/būtū gūrkān）
    - 昌武定王フルダイ・キュレゲン（Huldai Küregen ＞鎖児哈/suŏérhā,هواودای گورکان/hūldāī gūrkān）
      - 忠靖王ジャクルチン（J̌aqurčin Küregen ＞札忽児臣/zhāhūérchén）
        - ユレクテイ（Yürektei ＞月列台/yuèliètái）
          - トベテイ（Töbetei ＞脱別台/tuōbiétái）

        - 昌忠宣王クリル（Quril Küregen ＞忽憐/hūlián）
          - 昌王アシク（Ašiq Küregen ＞阿失/āshī）
            - 昌王バラシリ（Balaširi Küregen ＞八剌失里/bālàshīlǐ）
              - 昌王シーラップ・ドルジ（Širap Dorǰi Küregen ＞沙藍朶児/shālánduŏér）

      - クトクタイ・カトン（Qutuqtai Qatun ＞明里忽都魯/mínglǐhūdōulŭ,قوتوقتای خاتون/qūtūqtāī khātūn）

    - デレケイ・キュレゲン（Derekei Küregen ＞帖里干/tièlǐgān,دارکی گورکان/dārkai gūrkān）
      - ブカ（Buqa ＞孛花/bóhuā）
      - ソゲドゥ（Sögedü ＞唆哥都/suōgēdōu）
        - ブリルギデイ（Bürilgidei ＞卜里吉歹/bǔlǐjídǎi）

## 昌国公主
1. 昌国大長公主テムルン(Temülün ＞帖木倫/tièmùlún)…イェスゲイ・バートルの娘で、昌忠武王ブトゥに嫁ぐ
2. 昌国大長公主コアジン・ベキ(Qoačin begi ＞火臣別吉/huŏchénbiéjí,فوجین بیکی/fūjīn bīkī)…チンギス・カンの娘で、テムルンの死後その地位を継いでブトゥに嫁ぐ
3. 昌国大長公主イキレス(Ikires ＞亦乞列思/yìqǐlièsī)…ブトゥの息子デレケイに嫁ぐ
4. 昌国大長公主チャブン(Čabun ＞茶倫/chálún,جابون/jābūn)…チンギス・カンの娘で、イキレスの死後その地位を継いでデレケイに嫁ぐ
5. 昌国大長公主アルトゥン(Altun ＞安禿/āntū)…オゴデイの息子クチュの娘で、ブトゥの息子昌武定王フルダイに嫁ぐ
6. ウルウジン公主(Yesünǰin ＞吾魯真/wúlŭzhēn)…クビライの娘で、デレケイの息子ブカに嫁ぐ
7. 昌国大長公主イェスンジン(Yesünüǰin ＞也孫真/yĕsūnzhēn)…オゴデイの息子クチュの娘で、ブトゥの息子昌武定王フルダイに嫁ぐ
8. ルルカン公主(Luluqan ＞魯魯罕/lŭlŭhǎn)…デレケイの息子ソゲドゥに嫁ぐ
9. ルルン公主(Lulun ＞魯倫/lŭlún)…ルルカンの死後、その地位を継いでデレケイの息子ソゲドゥに嫁ぐ
10. 昌国大長公主バヤルン/(Bayalun ＞伯雅倫/bǎiyǎlún)…モンケ・カアンの娘で、ジャクルチンの息子昌忠宣王クリルに嫁ぐ
11. 昌国大長公主ブラルキ/(Bulargi ＞卜蘭奚/bŭlánxī)…バヤルンの死後、その地位を継いで昌忠宣王クリルに嫁ぐ
12. ブヤンケルミシュ公主(Buyankelmiš ＞普顔可里美思/pŭyánkĕlǐmĕisī)…ソゲドゥの息子ブリルギデイに嫁ぐ
13. 昌国大長公主イリク・カヤ(Ilig qaya ＞益里海涯/yìlǐhǎiyá)…テムル・カアンの娘で、クリルの息子昌王アシクに嫁ぐ
14. 昌国大長公主マイディ(Maidi ＞買的/mǎide)…モンケ・カアンの孫娘で、イリク・カヤの死後にその地位を継いで昌王アシクに嫁ぐ
15. 昌国大長公主エル・カヤ(El qaya  ＞烟合牙/yānhéyá)…アシクの息子昌王バラシリに嫁ぐ
16. 昌国大長公主ウルク(Ürük ＞月魯/yuèlŭ)…バラシリの息子昌王シーラップ・ドルジに嫁ぐ
17. ヌウルン公主(Nu'ulun ＞奴兀倫/núwùlún)…クリルの弟ソロンガに嫁ぐ